# 커플
커플(영어: couple) 또는 짝은 두 사람 사이의 친밀 관계에 따라 사회적으로 구성된 실체다.

## 통계
2003년의 조선일보의 조사에 따르면 대한민국에서 ‘결혼을 하지 않더라도 얼마든지 남녀가 같이 살 수 있다’란 응답이 20대는 63%, 30대는 59%로 나타났으나 40대는 24%, 50대는 10%에 불과하였고 ‘결혼한 후에는 무슨 일이 생겨도 참고 살아야 한다’는 응답자도 20대는 23%와 30대는 34%인 데에 비해 40대는 42%와 50대는 56%로 조사되었으며 동년 연합뉴스에서 보도한 한중일 국적자를 대상으로 혼전 동거에 관한 설문조사를 실시한 결과에 따르면 대한민국에서는 982명 가운데 709명(72.2%)이 “쉽지는 않겠지만 필요하면 선택할 수 있다”는 의견을 보인 반면, 273명(27.8%)은 “절대 있을 수 있는 일”이라고 대답하였다. 중국의 응답자 810명 중에서 68.0%가 찬성하였고 12.8%는 반대하였으며 중립적 입장은 19.3%였다. 일본의 응답자 대다수는 혼전동거에 개방적 태도를 보여 790명 가운데 91.8%가 찬성하였고 반대는 8.2%에 그쳤다.

## 같이 보기
- 친밀 관계
- 시민 결합